# Марселіна Емерсон
Марселіна Емерсон (порт. Marcelina Emerson; нар. 24 лютого 1991) — бразильський футболіст, який грає на позиції півзахисника клубу «Хамрун Спартанс».

## Біографія
Розпочав професійну кар'єру у італійському клубі «Верона», зігравши 2 матчі у Серії С1 сезону 2010/11. Згодом повернувся на батьківщину де грав за кілька місцевих клубів.
У 2013 році він разом із іншим бразильським гравцем Тьяго Араухо поїхав грати до Румунії за клуб «Віїторул», де провів один рік, після чого відправився на Мальту, де виступав за низку клубів і виграв кілька трофеїв у складі «Хамрун Спартанс».

## Історія виступів 2010—2024
| Клуб            | Роки                                                | Матчі           | Голи  |
| Верона          | 2010 — 2011                                         | 2               |       |
| Віїторул        | 2013                                                | 9               |       |
| Флоріана        | 2014 — 2015                                         | 31              |       |
| Біркіркара      | 2015 — 2016                                         | 5               |       |
| Флоріана        | 2016                                                | 12              | 1     |
| Біркіркара      | 2016                                                | 6               |       |
| Таршин Рейнбовз | 2016 — 2017                                         | 29              | 1     |
| Флоріана        | 2017 — 2019                                         | 45              | 3     |
| Хамрун Спартанс | 2020 — 2024 2020/2021 2021/2022 2022/2023 2023/2024 | 108 20 29 36 23 | 2 1 1 |

## Найкращі результати
Флоріана
- Суперкубок Мальти : 2017

Хамрун Спартанс
- Прем'єр-ліга Мальти : 2020–21, 2022–23, 2023–24, 2024–25
- Суперкубок Мальти : 2023, 2024